# Maria Glandorf

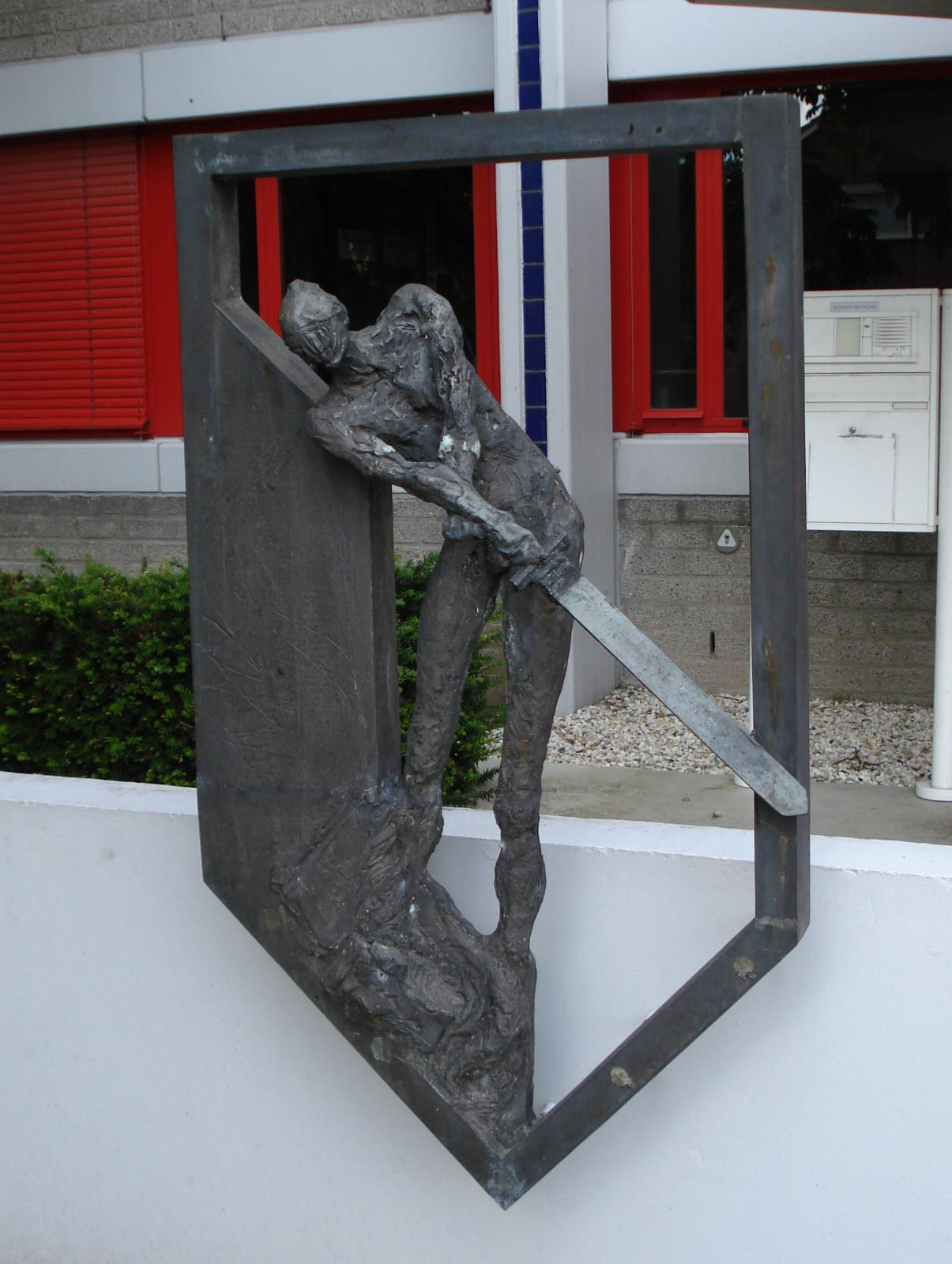
Skulptur in Ridderkerk

Maria Wilhelmina Glandorf (* 19. Januar 1952 in Dordrecht) ist eine niederländische Bildhauerin.

## Leben und Werk
Maria Glandorf studierte von 1968 bis 1972 an der Academie voor Beeldende Kunsten Sint-Joost in Breda, von 1972 bis 1973 an der Gerrit Rietveld Akademie in Amsterdam und von 1973 bis 1975 an der Nederlandse Film en Televisie Academie in Amsterdam. Von 1975 bis 1977 absolvierte sie ein Studium der Bildhauerei an der Rijksakademie van Beeldende Kunsten in Amsterdam. In den Jahren 1980/1981 wohnte sie in Zwijndrecht, danach langjährig in Amsterdam. Seit 2015 lebt sie in Den Helder.
Maria Glandorf wurde 1978 Mitglied des Nederlandse Kring van Beeldhouwers, 1981 bei C.O.S.A. Centraal Orgaan Scheppend Ambacht Delft und 1991 von Arti et Amicitiae in Amsterdam. Maria Glandorf arbeitet figurativ als auch abstrakt. Sie gestaltete um 1980 abstrahierend-figurative Figuren, die sie bis 1990 zu organisch-abstrakten Figuren in Bronze weiterentwickelte. Dabei liegt ihr Schwerpunkt weniger auf der figürlichen Form an sich als vielmehr auf der Darstellung des seelischen Befindens in der Körperhaltung. Die Plastiken sind unter anderem aus Holzspänen und Röhren zusammengesetzt, die sie mit Gips oder Ton ummantelt und so stabilisiert.

## Ausstellungen (Auswahl)
- 1976: Salon de Mai, Paris
- 1976: Salon de la Jeune Sculpture, Paris
- 1978: Beelden, uit dordt in breda, Beginenhof Breda und Park Valkenberg, Breda
- 1979 Beelden langs de rivier, Park de la Sabloniere-Kade, Kampen
- 1980: Beelden rond de kerk, Brielle
- 1980: Amsterdam koopt kunst '79, Museum Fodor Amsterdam
- 1980: Nederlandse Kring van Beeldhouwers, Stedelijk Museum, Amsterdam
- 1982: Beelden rond de kerk, Kunstzaal De Hoge Hees, Eersel
- 1983: Ausstellung COSA-Galerie, Delft
- 1988: Beeldhouwkunst - poësie, Kritzraedthuis, Sittard
- 1988: Museum für moderne Kunst, Warna, Bulgarien
- 1990: Stichting Nieuw Perspektief, Amsterdam
- 1990: Beroep - kunstenaar, Rijksmuseum Twenthe, Enschede
- 1990: Museum für moderne Kunst, Warna, Bulgarien
- 1992: 3 dim, Arti et Amicitiae, Amsterdam
- 1993: Markante beelden: 75 jaar Nederlandse Kring van Beeldhouwers, Kasteel Groeneveld, Baarn
- 1997: Een beeld van een tuin, Vlaams Cultureel Centrum De Brakke Grond, Amsterdam
- 1999: Bruidschat voor jonkheer van Sypestein, Kasteel Sijpestein, Loosdrecht
- 2001: Ausstellung mit Lilei, den Brüdern Zhou, Galerie van der Straten
- 2002: Ausstellung mit Elo Birdman, Raimundo Figueroa, Gerard Verdijk, Galerie van der Straten
- 2003: Ausstellung mit Melle de Boer, Galerie van der Straten
- 2005: Ausstellung, Galerie Bleu de Chine, Fleurier
- 2005: De Salon 2005, Arti et Amicitiae Amsterdam
- 2007: Ausstellung, Fondation de l'Estrée, Ropraz[1][3]

## Werke (Auswahl)
- 1978: Volmaakt. Develzoom, Zwijndrecht
- 1980: De engel. Willem Dreeslaan, Papendrecht
- Monument Holendrecht. Abcouderpad, Amsterdam-Zuidoost
- 1987: De balling. Kerkstraat, Ouder-Amstel
- 1991: Kracht en gratie. Winkelcentrum  De Biezenkamp, Leusden
- 1993: Voor Hatchepsut. Binnenlandse Baan/Marjoleinlaan, Barendrecht
- 1993: Leviathan. Ausstellung „Papendrecht 2010“
- 2004: Biggo van Duvelant. Dorpsdijk/Rijsdijk, Rhoon
- Skulptur in Ridderkerk

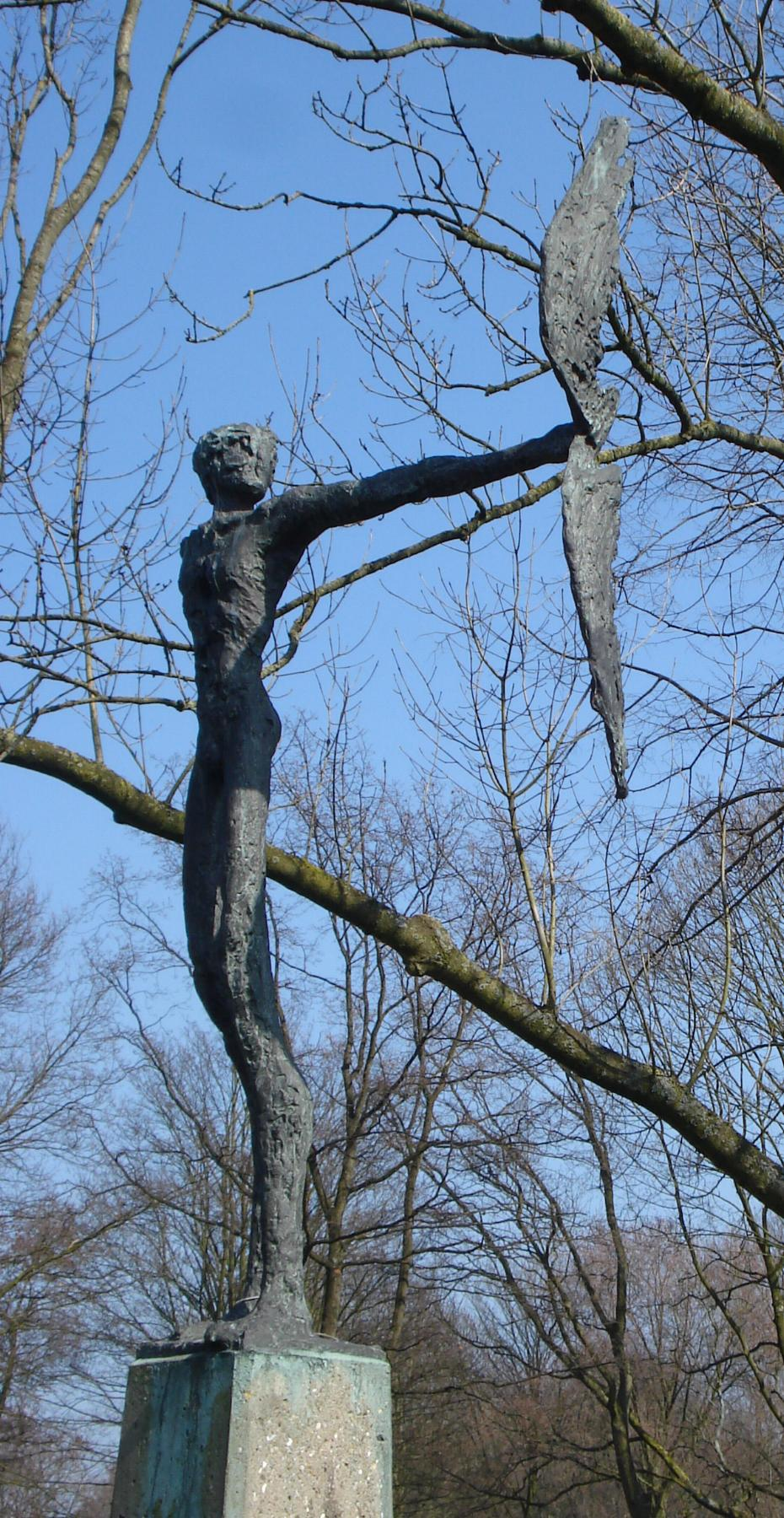
Volmaakt
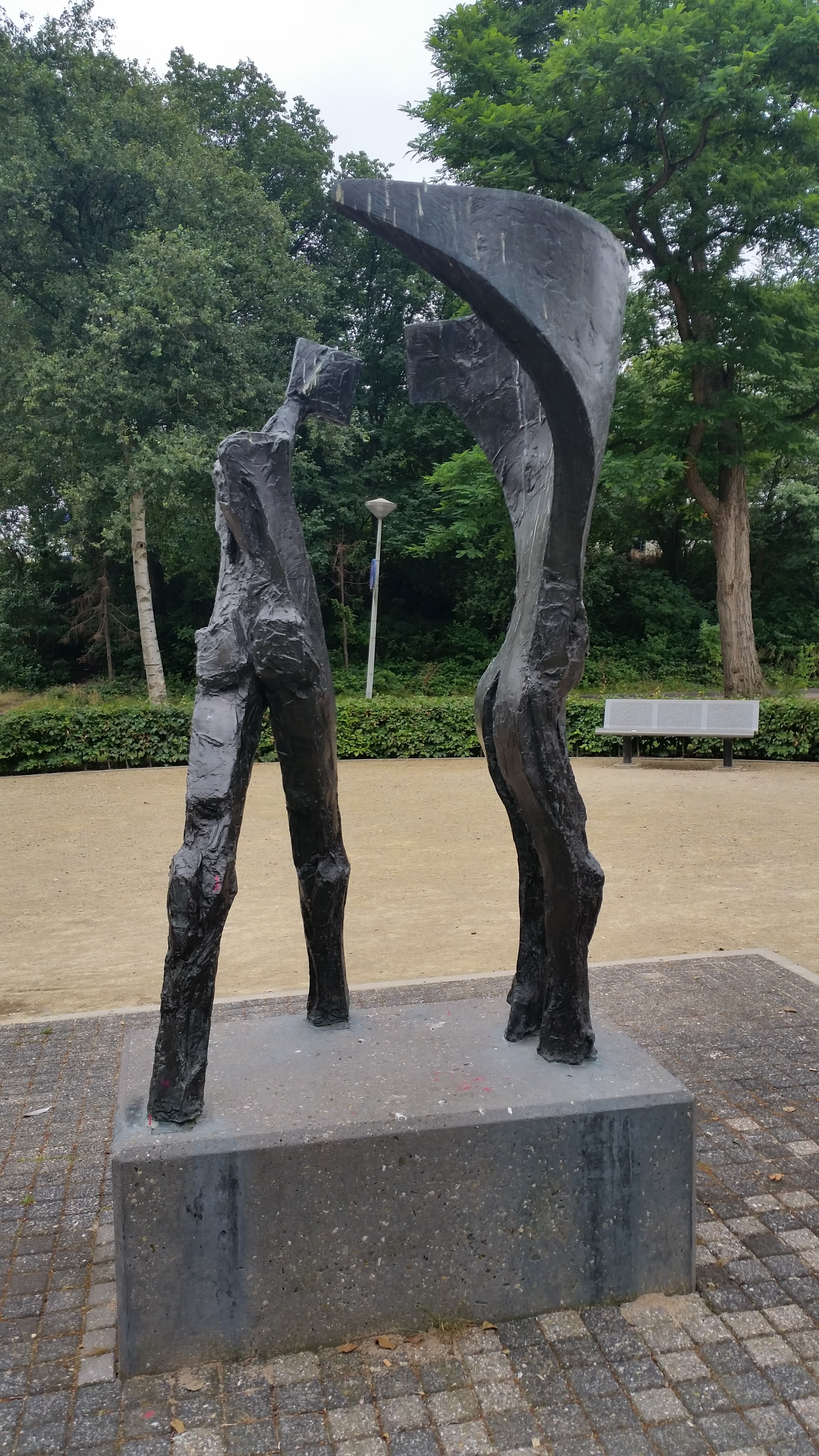
Monument Holendrecht
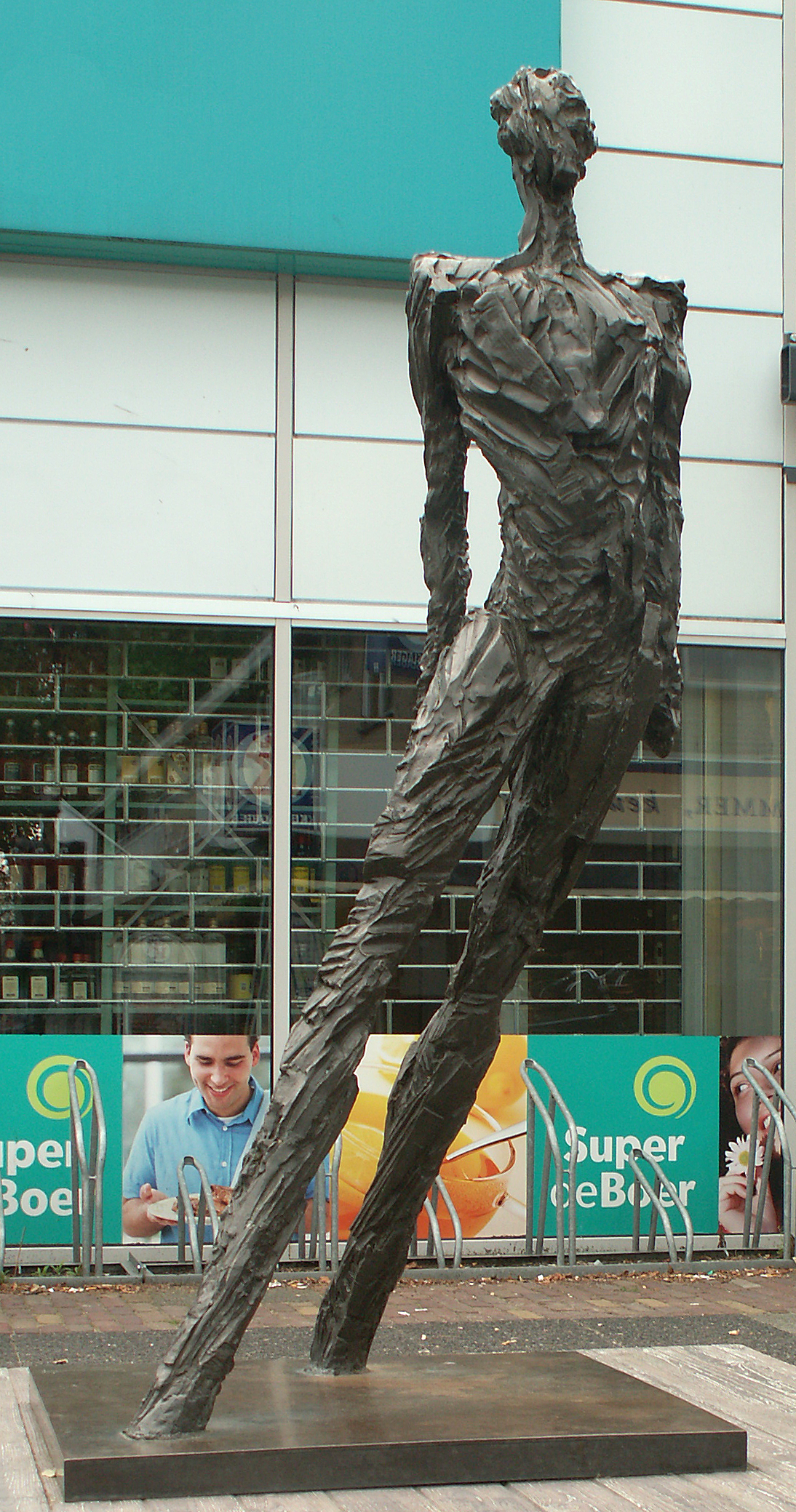
Kracht en Grati
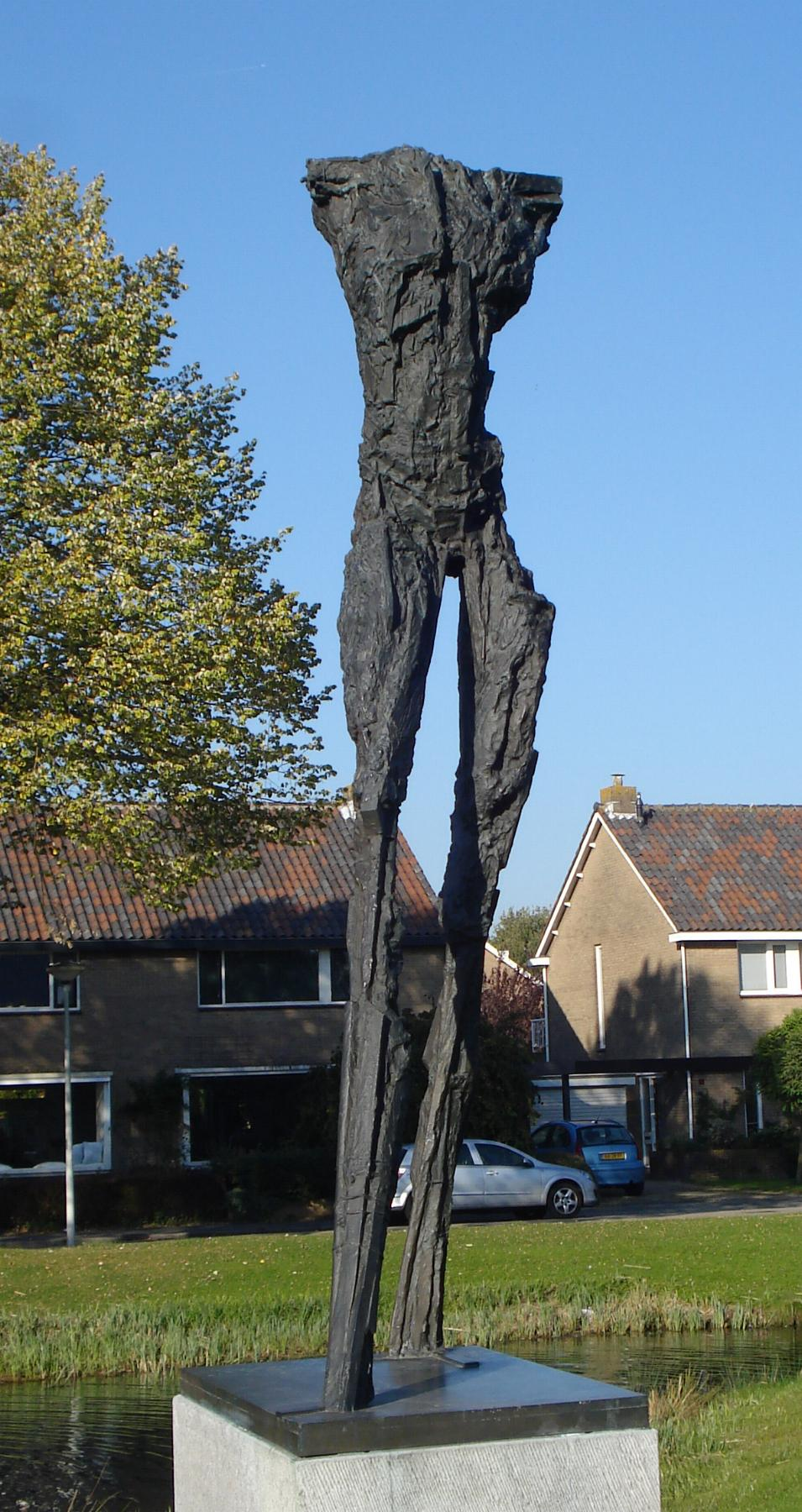
Voor hatchepsut
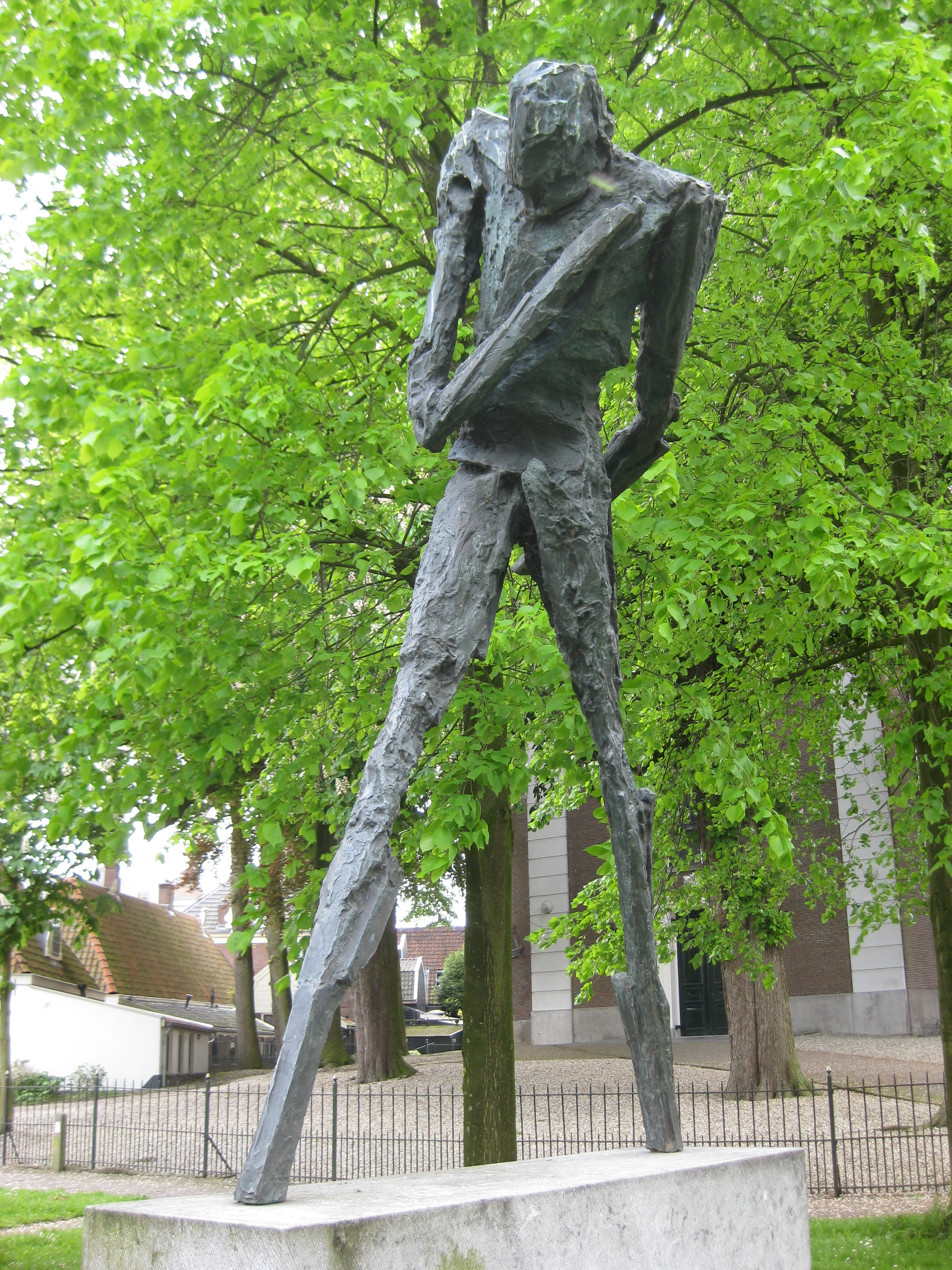
De balling
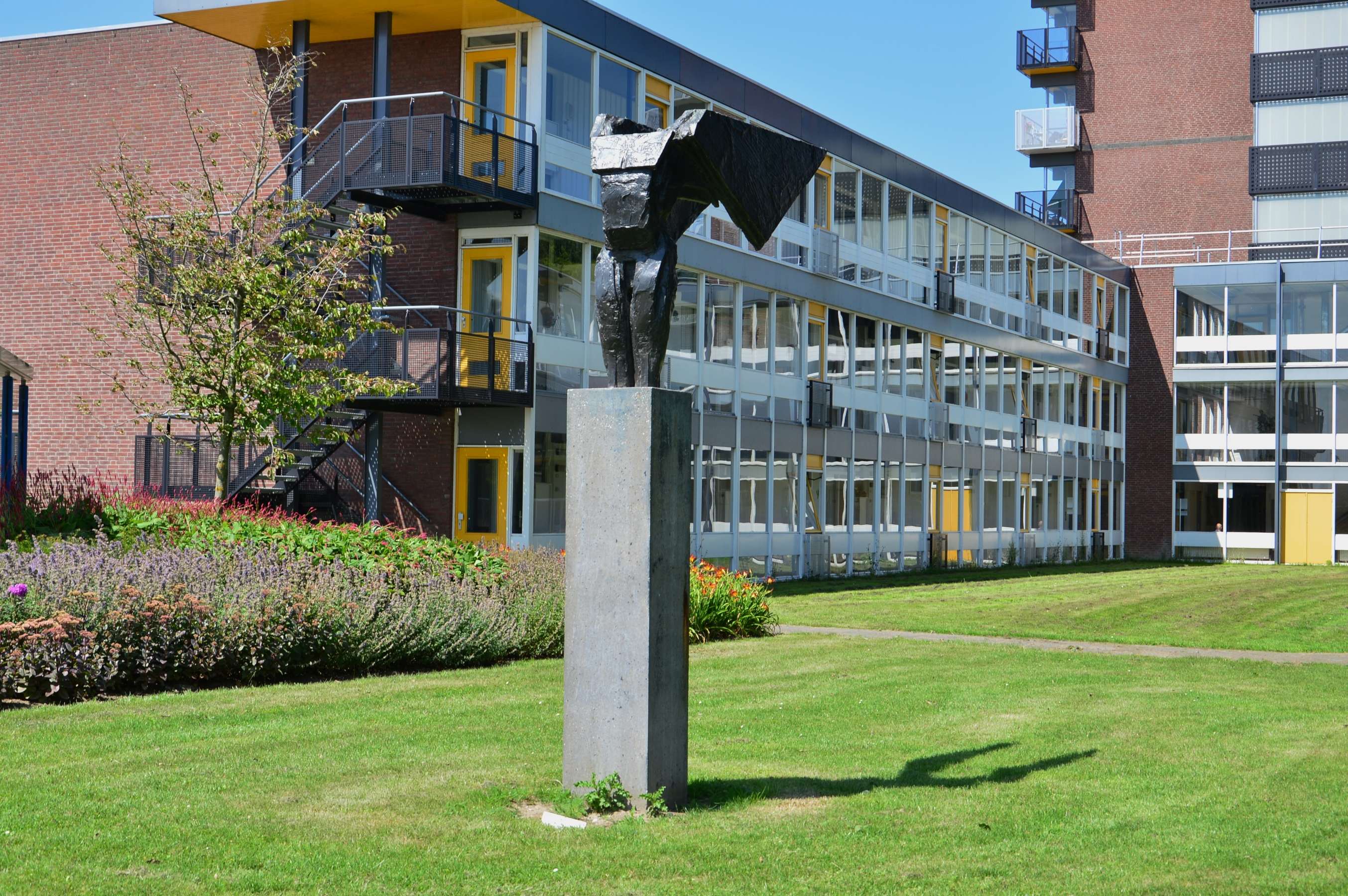
De engel
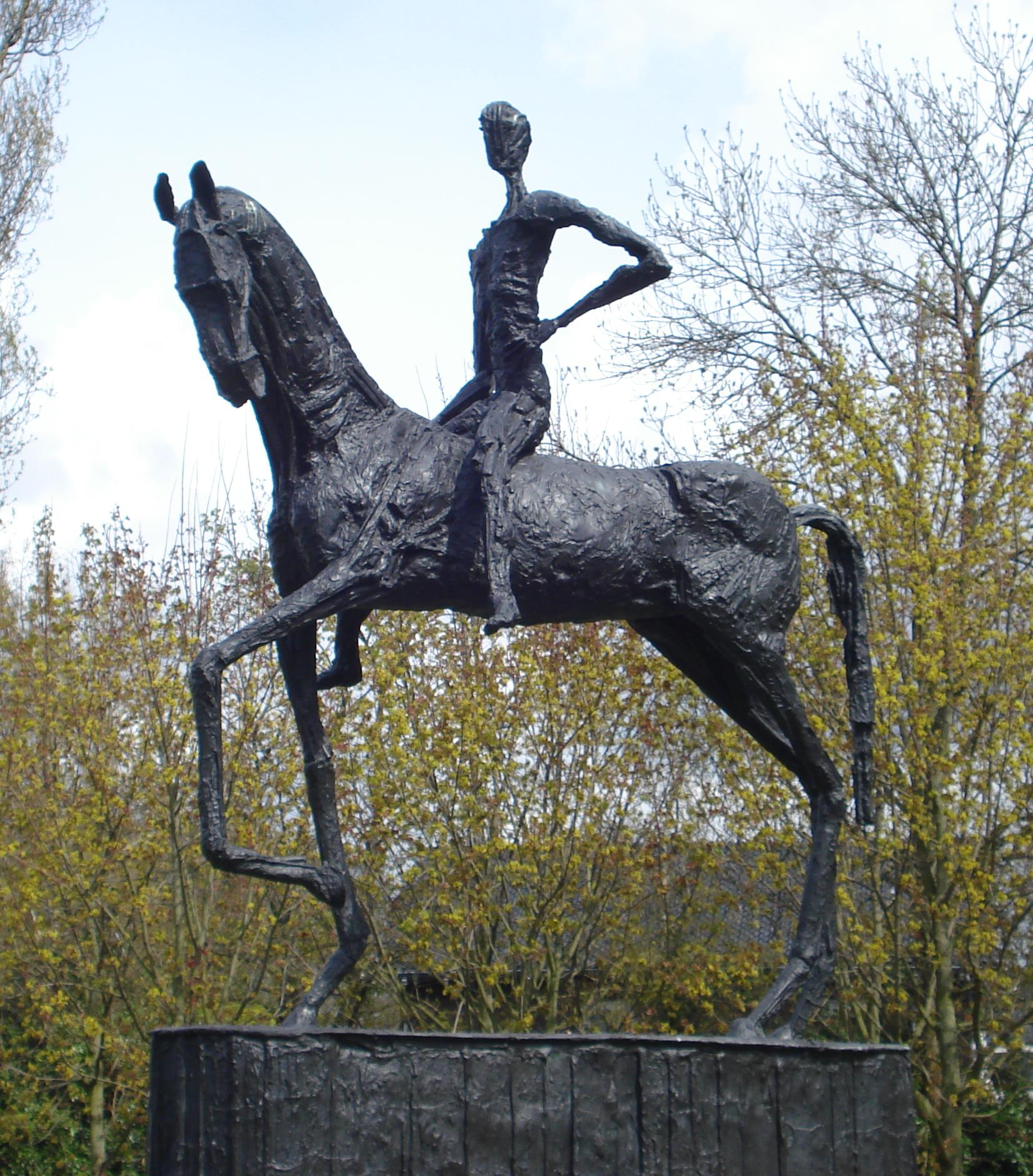
Biggo van duvelant